# EDENS ZERO
《EDENS ZERO》（日語：エデンズゼロ）是由日本漫畫家真島浩所創作的科幻题材少年漫畫作品。該作從《週刊少年Magazine》2018年30號連載至2024年30號，且第一話還同步推出六國語言版，包括日文、英文、法文、中文、韓文及泰文。2020年6月12日，真岛浩在推特上宣布该作动画化消息。9月26日发布主演三位声优讯息及负责制作公司同时游戏化，已於2021年4月10日播放。
與真島浩過去作品的風格「少年邂逅少女而開始的冒險故事」一樣，不過在以前《聖石小子》、《魔導少年》故事裡貫穿“ 魔法”的概念不同，取而代之的是富有空想色彩的“以太”。同時運用超越現代科技的如VRMMO實境網遊、通訊電子裝備、時間穿越等手段在架空的宇宙世界增加輕鬆旅行味道，創作風格更接近“太空歌劇”。

## 故事内容
由「魔王」和机器抚养长大，操控重力的少年四季，和靠上传影片为业的少女蕾贝卡与机器猫哈比，以「MOTHER」为目标穿梭宇宙各地和时间的冒险的故事。

## 用語
乙太齒輪
源自於黑暗時代的技術，通過排列使用者的身體能量(即乙太)，使其能夠使用各種特殊能力；像是操作重力，重組機器，乃至於改變物質與穿越時間等，在某些未開化的星球被稱之為魔法。通過特殊的機器，能夠抽取乙太齒輪的力量將其作為子彈或是載具來使用。乙太齒輪通常需要多年的培訓才能掌握，儘管有些人有足夠的天賦，只需一個月就可以做到這一點。
此外還有當乙太齒輪達到高速運轉的狀態就能夠使用一種名為超速驅動的高級形式。在超速驅動的狀態下使用者本身的身體狀態會發生改變，並獲得能力上的巨大提升。
以太驅動永恆導航艦（Ether Drive Eternal Navigation Ship）
一種特殊規格的星艦，共有兩艘，分別是「EDENS ZERO」與「EDENS ONE」。配置乙太引擎，一種能夠產生無限能量的機器。配置自我修復裝甲，能夠在任何毀壞的情況下修復完整。擁有快速旅行的能力，能夠透過蟲洞旅行至宇宙中任何有紀錄的位置。
能夠產生看起來與星艦本身無異全息幻影，使其難以被定位。此外「EDENS ZERO」上有額外配置名為乙太離子的裝置，能夠穿越到其他時間線。而EDENS ONE上則配置了強大的人工智慧，能夠在無人駕駛的情況下自我行動。
四季大宇宙
故事發生的地點，為一個太空中的星群，分為四個部分，分別是「櫻宇宙、葵宇宙、楓宇宙、雪宇宙」，這四個部份分別代表了春夏秋冬四季，因而稱為四季大宇宙。
- 「櫻宇宙」：星空中充滿了四處散落的櫻花。
- 「葵宇宙」：星空充滿了海水與無數魚群。
- 「楓宇宙」：星空由西洋棋的格子所組成。
- 「雪宇宙」：星空則總是下著白雪。

## 創作與構思
當魔導少年的故事於2017年結束後，作家真島浩開始擬定他的下一部作品，真島原本希望使用與他過去 20 年所畫的漫畫相似的劍與魔法世界觀來做為新作品的基礎，但他最終還是採用了「太空奇幻」的故事背景，原因在於真島浩認為當代缺乏該類型的少年漫畫，他希望打破科幻作品在少年漫畫中不受喜愛的成見
在構思伊甸星原的大綱時，真島浩事先擬定了幾個角色的故事背景，以緊密構築故事的基礎，真島浩表示伊甸星原的故事方向「幾乎不會在連載中發生改變」；這跟他之前的作品聖石小子與魔導少年不同，在聖石小子中故事的發展方向直到故事中期才確定；而在魔導少年中，唯一預先確定的角色背景是主角納茲的身世之謎
在伊甸星原中常見的主題是朋友和家人之間的關係。這是因為真島在現實生活中朋友不多，所以他希望能藉由漫畫交到很多朋友。且由於真島出身於單親家庭，沒有父親的記憶，因此劇中的「家人」具有虛構的成分。

## 出版書籍
在《FAIRY TAIL》於2017年完結後，真島浩於2018年初在Twitter上透露將於今年內推出新作。之後於5月中，真島浩在Twitter上釋出了新作女主角的人物設計圖。真島浩在釋出包括男主角在內的主要角色群的宣傳圖後不久，官方於2018年5月25日，宣布他的新作《EDENS ZERO》將於2018年6月27日起在週刊少年Magazine上連載，且第一話除了日文外還會同步推出英文、法文、中文、韓文與泰文版。
在中国大陆，其中文版于6月27日登陆腾讯动漫、网易漫画、快看漫画、爱奇艺漫画频道漫画平台上推出第一话免费观看，首话共81页，每周三更新。而在美國，Kodansha Comics USA定在各大數位平台上發行該漫畫，如Crunchyroll Manga、ComiXology和Amazon Kindle。
| 集數 | 講談社 | 講談社         | 講談社                 | 東立出版社         | 東立出版社     | 東立出版社                                              |
| 集數 | 副標題 | 發售日期       | ISBN                   | 副標題             | 發售日期       | ISBN / EAN                                              |
| ---- | ------ | -------------- | ---------------------- | ------------------ | -------------- | ------------------------------------------------------- |
| 1    |        | 2018年9月14日  | ISBN 978-4-06-513234-0 | 在櫻花紛飛的天空中 | 2019年1月11日  | ISBN 978-957-26-2098-4 EAN 471094555889-9（首刷限定版） |
| 2    |        | 2018年11月16日 | ISBN 978-4-06-513249-4 | 鐵之淚             | 2019年3月4日   | ISBN 978-957-26-2099-1                                  |
| 3    |        | 2019年2月15日  | ISBN 978-4-06-513875-5 | 魔王戰艦           | 2019年6月28日  | ISBN 978-957-26-2914-7                                  |
| 4    |        | 2019年4月17日  | ISBN 978-4-06-514881-5 | 新夥伴們           | 2019年7月31日  | ISBN 978-957-26-3241-3                                  |
| 5    |        | 2019年6月17日  | ISBN 978-4-06-515677-3 | 煙火               | 2019年9月23日  | ISBN 978-957-26-3676-3                                  |
| 6    |        | 2019年9月17日  | ISBN 978-4-06-516233-0 | 言語會帶來力量     | 2020年2月7日   | ISBN 978-957-26-4028-9                                  |
| 7    |        | 2019年11月15日 | ISBN 978-4-06-516893-6 | 一定能往前走       | 2020年4月6日   | ISBN 978-957-26-4522-2                                  |
| 8    |        | 2020年2月17日  | ISBN 978-4-06-517355-8 | 心愛的人           | 2020年6月29日  | ISBN 978-957-26-4761-5                                  |
| 9    |        | 2020年4月17日  | ISBN 978-4-06-518522-3 | 不要流淚           | 2020年8月17日  | ISBN 978-957-26-5060-8                                  |
| 10   |        | 2020年6月17日  | ISBN 978-4-06-519436-2 | 我們的未來         | 2020年9月17日  | ISBN 978-957-26-5481-1                                  |
| 11   |        | 2020年8月17日  | ISBN 978-4-06-520331-6 | 四季vs.多拉肯      | 2020年11月2日  | ISBN 978-957-26-5714-0                                  |
| 12   |        | 2020年10月16日 | ISBN 978-4-06-521010-9 | 魔王降臨           | 2020年12月18日 | ISBN 978-957-26-5972-4                                  |
| 13   |        | 2021年1月15日  | ISBN 978-4-06-521480-0 | DRAGON FALL        | 2021年4月6日   | ISBN 978-957-26-6267-0                                  |
| 14   |        | 2021年3月17日  | ISBN 978-4-06-521639-2 | 星之吸收           | 2021年7月5日   | ISBN 978-957-26-6772-9                                  |
| 15   |        | 2021年5月17日  | ISBN 978-4-06-523141-8 | 為了能盡情地笑     | 2021年10月4日  | ISBN 978-957-26-7143-6                                  |
| 16   |        | 2021年7月16日  | ISBN 978-4-06-524027-4 | 葵大戰的序曲       | 2022年1月28日  | ISBN 978-957-26-7488-8                                  |
| 17   |        | 2021年9月17日  | ISBN 978-4-06-524836-2 | 灰色的世界         | 2022年3月10日  | ISBN 978-957-26-7842-8                                  |
| 18   |        | 2021年11月17日 | ISBN 978-4-06-525998-6 | 假的5              | 2022年6月2日   | ISBN 978-957-26-8245-6                                  |
| 19   |        | 2022年2月17日  | ISBN 978-4-06-526892-6 | 消散在葵之宇宙     | 2022年9月2日   | ISBN 978-957-26-8840-3                                  |
| 20   |        | 2022年4月15日  | ISBN 978-4-06-527525-2 | 3 years later      | 2023年1月6日   | ISBN 978-957-26-9250-9                                  |
| 21   |        | 2022年6月17日  | ISBN 978-4-06-528179-6 | 星咬作戰           | 2023年3月13日  | ISBN 978-957-26-9749-8                                  |
| 22   |        | 2022年8月17日  | ISBN 978-4-06-528658-6 | 萬物的以太         | 2023年4月13日  | ISBN 978-626-347-159-7                                  |
| 23   |        | 2022年10月17日 | ISBN 978-4-06-529414-7 | alternative        | 2023年5月26日  | ISBN 978-626-347-483-3                                  |
| 24   |        | 2022年12月16日 | ISBN 978-4-06-529939-5 | 原點0              | 2023年6月19日  | ISBN 978-626-360-276-2                                  |
| 25   |        | 2023年2月17日  | ISBN 978-4-06-530529-4 | 最後的世界         | 2023年8月28日  | ISBN 978-626-360-277-9                                  |
| 26   |        | 2023年4月17日  | ISBN 978-4-06-531238-4 | 幸福的世界         | 2023年12月4日  | ISBN 978-626-372-115-9                                  |
| 27   |        | 2023年7月14日  | ISBN 978-4-06-531893-5 | 紅之淚             | 2024年2月2日   | ISBN 978-626-372-806-6                                  |
| 28   |        | 2023年9月14日  | ISBN 978-4-06-532890-3 | 宛如深海           | 2024年3月4日   | ISBN 978-626-02-0283-5                                  |
| 29   |        | 2023年11月16日 | ISBN 978-4-06-533545-1 | 來自悠久的時光     | 2024年5月2日   | ISBN 978-626-02-0747-2                                  |
| 30   |        | 2024年1月17日  | ISBN 978-4-06-534178-0 | 抵達的地方有著…    | 2024年6月13日  | ISBN 978-626-02-1330-5                                  |
| 31   |        | 2024年3月15日  | ISBN 978-4-06-534866-6 | 身為母親…          | 2024年9月19日  | ISBN 978-626-02-1632-0                                  |
| 32   |        | 2024年6月17日  | ISBN 978-4-06-535505-3 | 時的體內           | 2025年1月2日   | ISBN 978-626-02-2851-4                                  |
| 33   |        | 2024年8月16日  | ISBN 978-4-06-536511-3 | 朋友               | 2025年4月10日  | ISBN 978-626-02-3242-9                                  |

## 電視動畫
第1季於2021年4月10日起在日本電視台播映。
2022年2月9日宣布製作第2季。

### 製作人員
- 原作：真島浩
- 總導演：石平信司
- 導演：鈴木勇士
- 系列構成、劇本：廣田光毅
- 角色設計：迫由里香
- 音響監督：秦昌二（日语：はたしょう二）
- 音響制作：Magic Capsule（日语：マジックカプセル）
- 音樂制作：日本電視台音樂（日语：日本テレビ音楽）
- 音樂：平野義久（日语：平野義久）
- 動畫製作：J.C.STAFF

### 主題曲
片頭曲
「Eden through the rough」（第2話－第12話）
作詞：Spirit Garden，作曲、編曲：藤永龍太郎，主唱：西川貴教
第1話則為片尾曲
「FOREVER」（第13話－第25話）
作詞、作曲：テツヤ，主唱：L'Arc-en-Ciel
「Never say Never」（第26話－第39話）
作詞：Spirit Garden，作曲、編曲：藤永龍太郎，主唱：西川貴教
（第40話－第50話）
作詞、作曲、主唱：Tani Yuuki
片尾曲
（第2話－第12話）
作詞、作曲、編曲：HoneyWorks，主唱：CHiCO with HoneyWorks
（第13話－第25話）
作詞、作曲：Sayuri，編曲：江口亮，主唱：Sayuri
（第26話－第39話）
作詞：ASCA、Saku，作曲、編曲：Saku，主唱：ASCA
第31話未使用
「my star」（第40話－第50話）
作詞、作曲、主唱：Lozareena

### 各話列表
| 話數       | 日文標題   | 中文標題           | 劇本     | 分鏡               | 演出                 | 作畫監督                                                                         | 總作畫監督                 |
| 第一季     | 第一季     | 第一季             | 第一季   | 第一季             | 第一季               | 第一季                                                                           | 第一季                     |
| ---------- | ---------- | ------------------ | -------- | ------------------ | -------------------- | -------------------------------------------------------------------------------- | -------------------------- |
| 第一話     |            | 飛向櫻舞之空       | 廣田光毅 | 石平信司           | 櫻美勝志             | 小渕陽介、長谷川眞也、奥田哲平                                                   | 迫由里香                   |
| 第二話     |            | 少女與藍貓         | 廣田光毅 | 鈴木勇士           | 森義博               | 河野真也、中島駿、山内則康、福島豊明                                             | 迫由里香、菊池隼也         |
| 第三話     |            | 冒險者們           | 廣田光毅 | 渡部穏寛           | 冨永恒雄             | 福世孝明、岡辰也                                                                 | 迫由里香                   |
| 第四話     |            | 名為瓦伊茲的男人   | 廣田光毅 | 石平信司           | 佐藤和麿             | 長塚幸恵、tofu、中川実 谷口繁則、渡辺一平太、山内則康、福島豊明                  | 冨岡寛、迫由里香           |
| 第五話     |            | 激戰!!西維爾家族   | 廣田光毅 | 鈴木勇士           | 桜櫻美勝志           | 冷水由紀絵、小渕陽介、江藤大気                                                   | 迫由里香                   |
| 第六話     |            | 骷髏妖精號         | 廣田光毅 | 渡部穏寛           | 冨永恒雄             | 福世孝明、岡辰也                                                                 | 菊池隼也                   |
| 第七話     |            | 魔王戰艦           | 廣田光毅 | 石平信司           | 森義博               | 奥田哲平、上田みねこ、山内則康、福島豊明                                         | 迫由里香                   |
| 第八話     |            | 狂風呼嘯的公路     | 廣田光毅 | 鈴木勇士           | 佐藤和麿             | 長谷川眞也、河野真也、長塚幸恵                                                   | 迫由里香                   |
| 第九話     |            | 行星吉爾斯特       | 廣田光毅 | 渡部穏寛           | 村山靖               | 岡辰也、古澤貴文、福世孝明                                                       | 菊池隼也、迫由里香、冨岡寛 |
| 第十話     |            | 赤裸裸的逃脫作戰   | 廣田光毅 | 石平信司           | 岩崎良明             | 小渕陽介、江藤大氣、冷水由紀繪 tofu、中川実、渡辺一平太                          | 菊池隼也、迫由里香         |
| 第十一話   |            | 修女·伊芙瑞        | 笹野惠   | 石平信司           | 森義博               | 奥田哲平、熊谷勝弘、山内則康、福島豊明                                           | 迫由里香                   |
| 第十二話   |            | 新的同伴們         | 廣田光毅 | 渡部穏寛           | 髙木啓明             | 古澤貴文、福世孝明、岡辰也                                                       | 菊池隼也                   |
| 第十三話   |            | 超假想行星         | 廣田光毅 | 鈴木勇士           | 櫻美勝志             | 長谷川眞也、上田みねこ、長塚幸恵、福島豊明                                       | 迫由里香                   |
| 第十四話   |            | 山丘上的少女       | 笹野惠   | 大畑清隆           | 大畑清隆             | 江原小百合、古徳真美、北島勇樹 河野真也、小渕陽介、冷水由紀絵                    | 迫由里香、菊池隼也         |
| 第十五話   |            | 大怪獸四季         | 廣田光毅 | 渡部穏寛           | 森義博               | 奥田哲平、熊谷勝弘 江藤大気、山内則康、福島豊明                                  | 迫由里香、菊池隼也         |
| 第十六話   |            | 煙花               | 廣田光毅 | 石平信司           | 佐藤和磨             | 佐野はるか、長塚幸恵、tofu 中川実、渡辺一平太、高梨友美 早川元基、土居恵梨子     | 迫由里香、菊池隼也         |
| 第十七話   |            | 知識的宮殿         | 笹野恵   | 佐山聖子           | 野上良之             | 冷水由紀繪、佐野はるか、上田みねこ 金澤龍、さのえり、大西陽一                    | 迫由里香                   |
| 第十八話   |            | 語言能帶來力量     | 廣田光毅 | 渡部穏寛           | 冨永恒雄             | 古澤貴文、福世孝明、岡辰也                                                       | 迫由里香、菊池隼也         |
| 第十九話   |            | 來自永無止境之星   | 廣田光毅 | 石平信司           | 岩崎良明             | 長谷川眞也、小渕陽介 河野眞也、高橋直樹、川口弘明                                | 迫由里香                   |
| 第二十話   | ストーンズ | 礦石生命體         | 笹野惠   | 鈴木勇士           | 森義博               | 熊谷勝弘、佐野はるか 伊藤知美、山内則康、福島豊明                                | 迫由里香、菊池隼也         |
| 第二十一話 |            | 重置               | 廣田光毅 | 渡部穏寛           | 村山靖               | 古澤貴文、岡辰也、福世孝明                                                       | 迫由里香                   |
| 第二十二話 |            | 機械母親           | 廣田光毅 | 石平信司           | 佐藤和磨             | 谷口繁則、渡辺一平太、中川實 tofu、橋本健太、長塚幸恵、冷水由紀恵                | 迫由里香、菊池隼也         |
| 第二十三話 |            | 直到化為堅強之時   | 笹野惠   | 渡部穏寛           | 鈴木勇士、小野田雄亮 | 奥田哲平、熊谷勝弘、佐野はるか 上田みねこ、冷水由紀絵、大西陽一                  | 迫由里香、菊池隼也         |
| 第二十四話 |            | 意志繼承者         | 笹野惠   | 鈴木勇士           | 鈴木勇士             | 長谷川眞也、小渕陽介、河野眞也 高橋直樹、川口弘明、松本勝次、陈洁琼              | 迫由里香、菊池隼也         |
| 第二十五話 |            | 心愛之人           | 廣田光毅 | 鈴木勇士、石平信司 | 鈴木勇士、野上良之   | 冷水由紀絵、佐野はるか、長塚幸恵 伊藤知美、髙梨友美、tofu、渡辺一平太            | 迫由里香                   |
| 第二季     |            |                    |          |                    |                      |                                                                                  |                            |
| 第二十六話 |            | 彼列・戈爾         | 廣田光毅 | 石平信司           | 野上良之             | 迫由里香                                                                         | 迫由里香                   |
| 第二十七話 |            | 四大精靈           | 廣田光毅 | 森健               | 門田英彥             | 迫由里香、權容祥                                                                 | 迫由里香                   |
| 第二十八話 |            | 櫻花宇宙中吹起的風 | 廣田光毅 | 渡部穩寬           | 渡部穩寬             | 迫由里香、大木良一 佐野遙、河野真也、小淵陽介                                    | 迫由里香                   |
| 第二十九話 |            | 29號               | 笹野惠   | 森健               | 粂田佳之、黑田晃一郎 | 谷口繁则、中川实 tofu、清水椋大、渡边一平太 Suwarin Promjutikanon、Cerberus、Put | 迫由里香                   |
| 第三十話   |            | 仲裁               | 广田光毅 | 石平信司           | 上田茂               | 北原里美、小笠原忧 熊谷胜弘、赵亲云 陈洁琼、胡威                                 | 迫由里香                   |
| 第三十一話 |            | 我们的未来         | 广田光毅 | 石平信司           | 野上良之             | 大木良一、上田峰子                                                               | 迫由里香                   |
| 第三十二話 |            | 4 VS 4             | 笹野惠   | 森健               | 門田英彥             | 中島駿、吉元美紀 河野真也、權容祥                                                | 迫由里香                   |
| 第三十三話 |            | 伊甸之劍           | 廣田光毅 | 森健               | 森義博               | 冷水由紀繪、山內則康                                                             | 迫由里香                   |
| 第三十四話 |            | 西奇 vs 德拉肯     | 廣田光毅 | 森健               | 粂田佳之、黑田晃一郎 | tofu、清水椋大、渡邊一平太、長塚幸惠                                             | 迫由里香                   |
| 第三十五話 |            | 魔王降臨           | 笹野惠   | 渡部穩寬           | 渡部穩寬             | 木本茂樹、陳潔瓊、趙親雲                                                         | 迫由里香                   |
| 第三十六話 |            | EDENS ONE          | 广田光毅 | 石平信司           | 小野田雄輔           | 小笠原忧、小渊阳介 tofu、清水椋大、渡边一平太                                    | 迫由里香                   |
| 第三十七話 |            | 激战的宇宙         | 广田光毅 | 石平信司           | 野上良之、清水桃     | 佐野遥、大木良一 熊谷胜弘、陈洁琼、赵亲云                                        | 迫由里香                   |
| 第三十八話 |            | 被稱為海賊的女人   | 广田光毅 | 森健               | 森義博               | 山內則康                                                                         | 迫由里香                   |
| 第三十九話 |            | 我親愛的娜蒂亞     | 广田光毅 | 森健               | 森义博               | 山内则康                                                                         | 迫由里香                   |
| 第四十話   |            | 恋爱中的机械       | 笹野惠   | 渡部稳宽           | 渡部稳宽             | 大木良一、小渊阳介 冷水由纪绘                                                    | 迫由里香                   |
| 第四十一話 |            | 变成狗             | 广田光毅 | 渡部稳宽           | 小野田雄亮           | 熊谷胜弘、佐野遥 北原里美                                                        | 迫由里香                   |
| 第四十二話 |            | 弗雷斯达之战       | 广田光毅 | 森健               | 野上良之 清水桃      | 河野真也、吉元美纪 中岛骏、陈洁琼 赵亲云                                         | 迫由里香                   |
| 第四十三話 |            | 星球汲取           | 笹野惠   | 森健               | 森义博               | 长冢幸惠、山内则康                                                               | 迫由里香                   |
| 第四十四話 |            | 可爱的垃圾酱       | 广田光毅 | 石平信司           | 上田茂               | 冷水由纪绘、小笠原忧 佐野遥                                                      | 迫由里香                   |
| 第四十五話 |            | 相爱相杀           | 笹野惠   | 石平信司           | 渡部稳宽             | 河野真也、小渊阳介 上田峰子、渡边一平太 tofu、清水椋大                           | 迫由里香                   |
| 第四十六話 |            | 终结系统           | 广田光毅 | 石平信司           | 森义博               | 大木良一、山内则康 上田峰子、西村彩 熊谷胜弘                                     | 迫由里香                   |
| 第四十七話 |            | 海洋6              | 广田光毅 | 森健               | 上田茂               | 北原里美、佐野遙 長塚幸惠                                                        | 迫由里香                   |
| 第四十八話 |            | 審判日             | 广田光毅 | 野上良之           | 野上良之、清水桃     | 上田峰子、西村彩 小笠原憂、吉元美紀 阿獰                                         | 迫由里香                   |
| 第四十九話 |            | 沙漠綠洲           | 笹野惠   | 渡部穩寬           | 渡部穩寬             | 冷水由紀繪、小淵陽介 熊谷勝弘、中島駿                                            | 迫由里香                   |
| 第五十話   |            | 葵戰爭的序曲       | 廣田光毅 | 石平信司           | 渡部穩寬             | 佐野遙、河野真也 長塚幸惠、大木良一 木本茂樹                                     | 迫由里香                   |

### 播放電視台
| 播放地區   | 播放電視台 | 播放日期                     | 播放時間（UTC+9）         | 備註 |
| ---------- | ---------- | ---------------------------- | ------------------------- | ---- |
| 關東廣域圈 | 日本電視台 | 2021年4月10日－2021年10月2日 | 星期六 24時55分－25時25分 | 25話 |

## 遊戲
2022 年 2 月，Konami發布了包括了iOS和Android版本的手機遊戲，遊戲名為Edens Zero Pocket Galaxy，屬於動作角色扮演遊戲，並以遊戲畫面呈現伊甸星原的漫畫劇情。
真島浩使用RPG Maker自行開發一款伊甸星原遊戲。他將其描述為他在業餘時間從事的愛好項目，並於 2022 年 3 月 16 日在PC上免費發布了遊戲，遊戲名為蕾貝卡與機械洋館 （レベッカと機械ノ洋館） 

## 外部連結
- EDENS ZERO官方網站 （页面存档备份，存于）
- MagaPoke「EDENS ZERO」連載網站 （页面存档备份，存于）
- EDENS ZERO Project公式的X（前Twitter）
- 巴哈姆特電玩資訊站上的真島浩 作品集（FAIRY TAIL魔導少年） 哈啦板（页面存档备份，存于）